# Discographie d'Olivia Rodrigo
 (juillet 2022).
Cette page détaille la discographie officielle d'Olivia Rodrigo, chanteuse, auteure-compositrice-interprète et actrice américaine de musiques pop. Elle a signé avec les labels Geffen Records et Interscope Records en 2020 et réalise deux albums studio, 7 singles, 7 vidéos et une bande originale de la série High School Musical: The Musical: The Series. 
Elle publie son premier single Drivers License en janvier 2021 et atteint le sommet des classements de singles dans plusieurs pays à travers le monde. Peu de temps après, elle réalise deux autres singles Deja Vu et Good 4 U issu de son premier album SOUR qui atteignent la troisième et la première position respectivement dans le Billboard Hot 100 aux États-Unis. En 2023, elle sort son second album, GUTS.

## Albums

### Albums studio
| Titre | Détail de l'album studio                                  | Meilleures positions dans les classements | Meilleures positions dans les classements | Meilleures positions dans les classements | Meilleures positions dans les classements | Meilleures positions dans les classements | Meilleures positions dans les classements | Meilleures positions dans les classements | Meilleures positions dans les classements | Meilleures positions dans les classements | Meilleures positions dans les classements | Certifications                                                            | Ventes mondiales |
| Titre | Détail de l'album studio                                  | É-U                                       | AUS                                       | CAN                                       | IRL                                       | N-Z                                       | P-B                                       | SUE                                       | DAN                                       | NOR                                       | R-U                                       | Certifications                                                            | Ventes mondiales |
| ----- | --------------------------------------------------------- | ----------------------------------------- | ----------------------------------------- | ----------------------------------------- | ----------------------------------------- | ----------------------------------------- | ----------------------------------------- | ----------------------------------------- | ----------------------------------------- | ----------------------------------------- | ----------------------------------------- | ------------------------------------------------------------------------- | ---------------- |
| Sour  | - Sortie : 21 mai 2021 - Label : Geffens, Interscope      | 1                                         | 1                                         | 1                                         | 1                                         | 1                                         | 1                                         | 1                                         | 1                                         | 1                                         | 1                                         | : 4× Platine : Platine : 2× Platine : 2x Platine : Platine : Or : Platine | - WW: 3 458 000  |
| Guts  | - Sortie : 8 septembre 2023 - Label : Geffens, Interscope |                                           |                                           |                                           |                                           |                                           |                                           |                                           |                                           |                                           |                                           | : Or                                                                      |                  |

## Singles
| Année | Titre           | Meilleure position dans les classements | Meilleure position dans les classements | Meilleure position dans les classements | Meilleure position dans les classements | Meilleure position dans les classements | Meilleure position dans les classements | Meilleure position dans les classements | Meilleure position dans les classements | Meilleure position dans les classements | Meilleure position dans les classements | Certifications | Album |
| Année | Titre           | GLB                                     | USA                                     | CAN                                     | AUS                                     | R-U                                     | NLZ                                     | IRL                                     | POR                                     | SIN                                     | MON                                     | Certifications | Album |
| ----- | --------------- | --------------------------------------- | --------------------------------------- | --------------------------------------- | --------------------------------------- | --------------------------------------- | --------------------------------------- | --------------------------------------- | --------------------------------------- | --------------------------------------- | --------------------------------------- | --- | ----- |
| 2021  | Drivers License | 1                                       | 1                                       | 1                                       | 1                                       | 1                                       | 1                                       | 1                                       | 1                                       | 1                                       | 1                                       | - RIAA: 6× Platine - ARIA: 7× Platine - AFP: 3× Platine - BPI: 3× Platine - RMNZ: 2× Platine - DC: 5× Platine - SNEP: Platine | Sour  |
| 2021  | Deja Vu         | 3                                       | 3                                       | 4                                       | 3                                       | 4                                       | 3                                       | 2                                       | 5                                       | 3                                       | 6                                       | - RIAA: 3× Platine - ARIA: 2× Platine - AFP: Platine - BPI: Platine - DC: 2× Platine - RMNZ: Platine - IFPI NOR: Platine      | Sour  |
| 2021  | Good 4 U        | 1                                       | 1                                       | 1                                       | 1                                       | 1                                       | 1                                       | 1                                       | 1                                       | 1                                       | 1                                       | - RIAA: 6×Platine - ARIA: 8× Platine - AFP: 3× Platine - BPI: 3× Platine - DC: 3× Platine - RMNZ: 3× Platine - SNEP: Platine  | Sour  |
| 2021  | Traitor         | 7                                       | 9                                       | 9                                       | 5                                       | 5                                       | 5                                       | 3                                       | 8                                       | 11                                      | 14                                      | - RIAA: 2× Platine - ARIA: 2× Platine - AFP: Platine - BPI: Platine - DC: 2× Platine - RMNZ: Platine - IFPI NOR: Platine      | Sour  |
| 2021  | Brutal          | 11                                      | 12                                      | 13                                      | 12                                      | -                                       | 8                                       | -                                       | 14                                      | 22                                      | 18                                      | - RIAA: 2× Platine - ARIA: Platine - AFP: Or - BPI: Or - DC: Platine - MC: Platine - ZPAV: Or                                 | Sour  |

### Singles promotionnels
| Année | Titre                     | Meilleure position dans les classements | Meilleure position dans les classements | Meilleure position dans les classements | Meilleure position dans les classements | Meilleure position dans les classements | Meilleure position dans les classements | Meilleure position dans les classements | Meilleure position dans les classements | Meilleure position dans les classements | Meilleure position dans les classements | Certifications                                                              | Album                                                  |
| Année | Titre                     | USA                                     | GLB                                     | CAN                                     | AUS                                     | R-U                                     | NLZ                                     | IRL                                     | SUE                                     | POR                                     | MON                                     | Certifications                                                              | Album                                                  |
| ----- | ------------------------- | --------------------------------------- | --------------------------------------- | --------------------------------------- | --------------------------------------- | --------------------------------------- | --------------------------------------- | --------------------------------------- | --------------------------------------- | --------------------------------------- | --------------------------------------- | --------------------------------------------------------------------------- | ------------------------------------------------------ |
| 2016  | Let It Glow               | -                                       | -                                       | -                                       | -                                       | -                                       | -                                       | -                                       | -                                       | -                                       | -                                       |                                                                             | Non-album single                                       |
| 2019  | I Think I Kinda, You Know | -                                       | -                                       | -                                       | -                                       | -                                       | -                                       | -                                       | -                                       | -                                       | -                                       |                                                                             | High School Musical: The Musical: The Series           |
| 2019  | Wondering                 | -                                       | -                                       | -                                       | -                                       | -                                       | -                                       | 77                                      | -                                       | -                                       | -                                       |                                                                             | High School Musical: The Musical: The Series           |
| 2019  | All I Want                | 90                                      | 119                                     | 83                                      | -                                       | 32                                      | 19                                      | 16                                      | 88                                      | -                                       | -                                       | - RIAA: Platine - ARIA: Platine - BPI: Or - IFPI NOR: Platine - MC: Platine | High School Musical: The Musical: The Series           |
| 2019  | Out of the Old            | -                                       | -                                       | -                                       | -                                       | -                                       | -                                       | -                                       | -                                       | -                                       | -                                       |                                                                             | High School Musical: The Musical: The Series           |
| 2020  | Just for a Moment         | -                                       | -                                       | -                                       | -                                       | -                                       | 32                                      | -                                       | -                                       | -                                       | -                                       |                                                                             | High School Musical: The Musical: The Series           |
| 2021  | Even When/The Best Part   | -                                       | -                                       | -                                       | -                                       | -                                       | 33                                      | -                                       | -                                       | -                                       | -                                       |                                                                             | High School Musical: The Musical:The Series (Season 2) |
| 2021  | Granted                   | -                                       | -                                       | -                                       | -                                       | -                                       | -                                       | -                                       | -                                       | -                                       | -                                       |                                                                             | High School Musical: The Musical:The Series (Season 2) |
| 2021  | YAC Alma Mater            | -                                       | -                                       | -                                       | -                                       | -                                       | -                                       | -                                       | -                                       | -                                       | -                                       |                                                                             | High School Musical: The Musical:The Series (Season 2) |
| 2021  | The Rose Song             | -                                       | -                                       | -                                       | -                                       | -                                       | 11                                      | -                                       | -                                       | -                                       | -                                       |                                                                             | High School Musical: The Musical:The Series (Season 2) |

## Autres chansons classées
| Année | Titre                        | Meilleure position dans les classements | Meilleure position dans les classements | Meilleure position dans les classements | Meilleure position dans les classements | Meilleure position dans les classements | Meilleure position dans les classements | Meilleure position dans les classements | Meilleure position dans les classements | Meilleure position dans les classements | Meilleure position dans les classements | Certifications                                                    | Album |
| Année | Titre                        | USA                                     | GLB                                     | CAN                                     | AUS                                     | R-U                                     | NLZ                                     | SUE                                     | NOR                                     | ESP                                     | MON                                     | Certifications                                                    | Album |
| ----- | ---------------------------- | --------------------------------------- | --------------------------------------- | --------------------------------------- | --------------------------------------- | --------------------------------------- | --------------------------------------- | --------------------------------------- | --------------------------------------- | --------------------------------------- | --------------------------------------- | ----------------------------------------------------------------- | ----- |
| 2021  | 1 Step Forward, 3 Steps Back | 19                                      | 17                                      | 17                                      | 18                                      | -                                       | 26                                      | -                                       | -                                       | -                                       | -                                       | - RIAA: Or - BPI: Argent - MC: Or                                 | Sour  |
| 2021  | Enough for You               | 14                                      | 13                                      | 14                                      | 14                                      | -                                       | 21                                      | 89                                      | -                                       | 89                                      | 28                                      | - RIAA: Or - BPI: Argent - MC: Or                                 | Sour  |
| 2021  | Happier                      | 15                                      | 14                                      | 15                                      | 15                                      | -                                       | 14                                      | -                                       | 28                                      | 92                                      | 30                                      | - RIAA: Platine - ARIA: Or - BPI: Argent - MC: Or                 | Sour  |
| 2021  | Jealousy, Jealousy           | 24                                      | 19                                      | 21                                      | 22                                      | -                                       | 33                                      | -                                       | -                                       | -                                       | -                                       | - RIAA: Or - ARIA: Or - BPI: Argent - MC: Or                      | Sour  |
| 2021  | Favorite Crime               | 16                                      | 14                                      | 14                                      | 13                                      | -                                       | 6                                       | 98                                      | 21                                      | -                                       | 33                                      | - RIAA: Platine - ARIA: Or - BPI: Argent - MC: Platine - RMNZ: Or | Sour  |
| 2021  | Hope Ur Ok                   | 29                                      | 22                                      | 23                                      | 23                                      | -                                       | -                                       | -                                       | -                                       | -                                       | -                                       | - RIAA: Or - MC: Or                                               | Sour  |